# Dallas Hilton

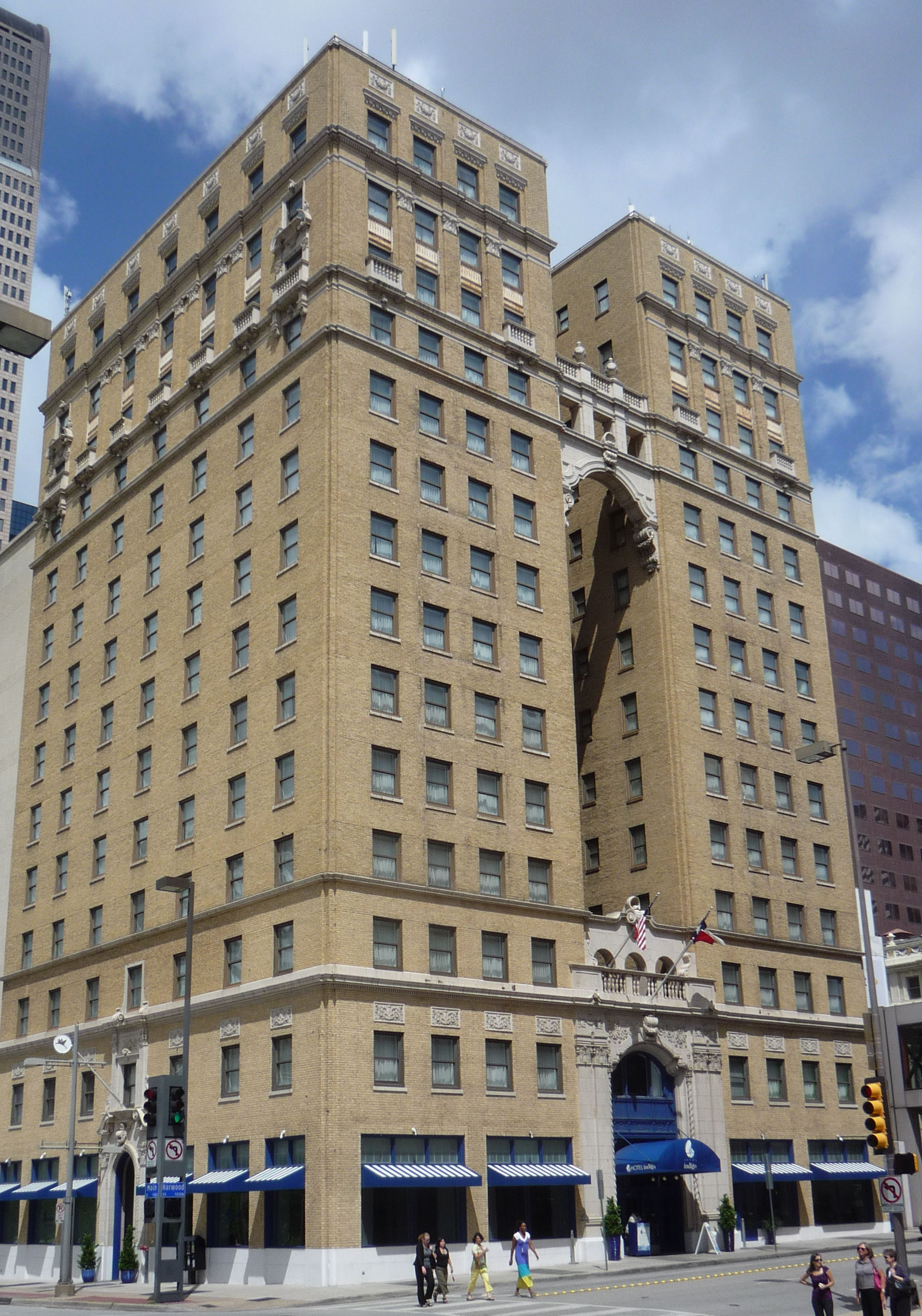
Dallas Hotel Indigo

Das Dallas Hilton, auch als Plaza Hotel bekannt, ist ein historisches Bauwerk an der Kreuzung von Main Street und S. Harwood Street in der Downtown von Dallas in Texas in den Vereinigten Staaten. Das Hotel wurde 1985 wegen seiner Bedeutung für Architektur und Ingenieurwesen in das National Register of Historic Places aufgenommen und ist ein beitragendes Bauwerk sowohl zum Harwood Historic District als auch zum Main Street District. 1988 wurde es als Texas Historic Landmark ausgewiesen. Das heute als Dallas Hotel Indigo betriebene Hotel befindet sich gegenüber dem Main Street Garden Park.

## Anfänge
Das Hilton Hotel wurde 1925 für Conrad Hilton erbaut und war sein erstes Hochhaushotel in Texas und das erste, das den Namen „Hilton“ getragen hat. Conrad Hilton war der Eigentümer einer der ersten beiden Hotelketten im Bundesstaat und entwickelte sich zu einem der führenden Hoteliers auf der Welt, der eine internationale Kette von Hotels und Resorts betrieb.
Im Gegensatz zu seinen früheren Hotels, die er gekauft und renoviert hatte, war das neue Hotel in Dallas von Hilton von Anfang an als ein Hochhaus geplant. Als Standort für das Gebäude wählte Hilton die höchste Stelle in Downtown Dallas. Hilton beauftragte die bekannte Architekturfirma Lang and Witchell, eine der anerkanntesten Architekturbüros der Stadt, mit der Planung des neuen Hotels. Sie entwarfen das Hotel als 14 Stockwerke zählendes Bauwerk aus Stahlbeton und Mauerwerk in einem vereinfachten sullivanesken Stil mit symmetrischen Fassaden und Details der Beaux-Arts-Architektur. Der hufeisenförmige Grundriss ähnelt dem des Magnolia Building und hat zwei Türme mit Stirnseite zur Harwood Street hin, die einen offenen Hof bilden. Beide Türme werden durch den Haupteingang und eine Brücke in der zehnten Etage miteinander verbunden.
Der Grundstein wurde am 25. Juli 1924 gelegt und ein Jahr später wurde das Hotel fertiggestellt. Die Baukosten betrugen 1.360.000 US-Dollar (in heutigen Preisen 24.344.000 US-Dollar) und das Bauwerk war damals der zweitteuerste Hochbau in Texas. Offiziell wurde das Hotel am Donnerstag, dem 6. August 1925 eröffnet. Hilton maximierte den in dem öffentlichen Bereich des Hotels verfügbaren Raum für verschiedene Sparten Dienstleistungen. Die Anwesenheit von Drogerie, Rasiersalon, Friseursalon, Kofferaufbewahrung, Kaffee, Schneider, Zigaretten- und Zeitungsstand, Telegrafierdienst, Speisesaal und weiteren Dienstleistungen waren auf Hiltons Betonung des Services abgestimmt und trugen durch ihre Mietzahlungen dazu bei, den Betrieb des Hotels mitzufinanzieren. Hilton wollte kein Kapital in Landeigentum bilden und führte so das Konzept der Mietpacht auf 99 Jahre ein, das ab der Ostküste gut bekannt war, aber in Texas unbekannt war.
Hiltons private Büros befanden sich im Mezzanin des Eingangstraktes, in dem sich auch sieben Beispielzimmer mit Schrankbetten. Die 325 Gästezimmer waren typischerweise klein und perlgrau und cremefarben gestrichen. Räume und Korridore waren mit Teppichboden ausgelegt. Die meisten Zimmer waren mit vollwertigen Badezimmern ausgestattet, der Rest mit Dusche und WC. Fünfundsiebzig Prozent der Zimmer waren nach Süden oder Osten ausgerichtet, nach Westen hin gab es keine Zimmer.
Der Wettbewerb mit den luxuriösen Hotels Adolphus und Baker, die nur einige Blöcke entfernt waren, veranlassten Hilton zu einer Marketingstrategie, die auf eine neue Zielgruppe ausgerichtet war – The Average Man – gemäßigte Preisen und ein ansehnlichen Aussehen würden anreizen in einer Stadt, in der es wenige Alternativen gab.

## Wechsel
Während der Weltwirtschaftskrise verlor Hilton vier Hotels, konnte aber fünf davon halten; eines davon war das Dallas Hilton. 1938 gab er den Mietvertrag für das Dallas Hilton auf, als er seinen Sitz nach Kalifornien verlegte. George Loudermilk, der Besitzer der Immobilie, schloss im Juli 1938 mit einem anderen texanischen Hotelbetreiber, A. C. „Jack“ White, einen Vertrag zum Betrieb des Hotels ab. White änderte den Namen des Hotels in White Plaza. Er investierte 150.000 US-Dollar in Verbesserungen des Gebäudes, darunter auch in die Klimaanlage. Die Zahl der Hotelzimmer wurde von 325 auf 234 verringert. Loudermilk wohnte bis zu seinem Tod 1953 in dem Hotel.
1961 wurde das Gebäude an Earlee Hotels verkauft, trug aber bis 1974 den Namen White Plaza. Während dieser Zeit setzte der Verfall des Gebäudes ein und die Beliebtheit des Hotels begann abzunehmen.

## Renovierung
Der Immobilieninvestor Opal Sebastian kaufte 1977 das Gebäude und änderte den Namen in Plaza. Für eine gewisse Zeit wurden alle Etagen oberhalb des vierten Stockwerkes geschlossen und die Hotelzimmer waren allgemein in einem schlechten Zustand. Nach einer Weile – die Einzelheiten sind nicht nachvollziehbar – eröffnete Sebastian die zuvor geschlossenen Etagen in renoviertem Zustand.
Am 15. Februar 1985 wurde das Hotel erneut verkauft. Der neue Eigentümer war Dallas Plaza Partners, ein in Kalifornien sitzendes Gemeinschaftsunternehmen von Hotel Equity Management und der Immobilienbank Blackmond, Garlock and Flynn aus San Francisco. Dallas Plaza Partners schloss mit Corgan Architects Associates einen Vertrag ab, um das Hotel zu renovieren und Jerry O’Hara erhielt den Auftrag für die Innenausstattung. Nach einer zehnmonatigen Renovierungszeit wurde das Hotel im Dezember 1985 als Dallas Plaza Hotel wiedereröffnet. Es erhielt später den Namen Aristocrat Hotel und wurde von der Hotelkette Holiday Inn betrieben.

## Gegenwart
2006 wurde das Hotel zum Hotel Indigo umgebaut, einer Kette, die ebenfalls von der InterContinental Hotels Group als Franchising betrieben wird. Die Innenausstattung des Anwesens wurde für fünf Millionen US-Dollar renoviert. Die Zimmer erhielten neue Hartholzfußböden und Badezimmer, außerdem wurde ein Businesscenter eingerichtet und der Fitnessbereich erweitert. Heute gibt es im Hotel 169 Zimmer.